# Blossom Entertainment
Blossom Entertainment (tiếng Hàn: 블러썸 엔터테인먼트) là một công ty giải trí có trụ sở tại Seoul, Hàn Quốc. Được thành lập vào năm 2012, bao gồm các diễn viên Cha Tae-hyun, Lim Ju-hwan,...

## Lịch sử
Blossom Entertainment được đồng sáng lập bởi nam diễn viên Cha Tae-hyun cùng người quản lý của anh, Seung Byeong-ok vào ngày 24 tháng 2 năm 2012, sau khi rời công ty cũ SidusHQ.

## Nghệ sĩ
- Cha Tae-hyun[5]
- Chae Sang-woo
- Jung Eui-jae
- Jung Gun-joo
- Jung Moon-sung
- Jung So-min[6]
- Kim Min-chul
- Kim Su-an
- Ko Chang-seok
- Lee Yoo-jin
- Lim Ju-hwan
- Son Chang-min
- Song Jong-ho
- Kim Gun-woo  [7]

## Cựu nghệ sĩ
- Song Joong-ki[8]
- Park Bo-gum[9]
- Shin Seung-hwan
- Lee Gwang-hun
- Han Sang-jin
- Kim Bo-ryoung
- Lee Seo-won
- Son Seung-won
- Kwon So-hyun

## Giải thưởng và đề cử
| Năm  | Giải thưởng          | Hạng mục              | Đề cử                                  | Kết quả   | Nguồn  |
| ---- | -------------------- | --------------------- | -------------------------------------- | --------- | ------ |
| 2016 | 5th APAN Star Awards | Quản lý xuất sắc nhất | Blossom Entertainment (Kim Jeong-yong) | Đoạt giải | [ 10 ] |